# Plagodis pallida
Plagodis pallida là một loài bướm đêm trong họ Geometridae.